# Roncaglia
Roncaglia est un hameau de la ville italienne de Plaisance où eut lieu en 1158 une Diète d'Empire visant à faire reconnaître par les villes italiennes les pouvoirs régaliens de l'empereur Frédéric Barberousse.

## Geographie
Roncaglia est située à 48 m d'altitude, entre le cours du fleuve Pô et la rive gauche du torrent Nure, en amont de son embouchure, à environ 8 km à l'est de Plaisance, le long de la route qui relie Plaisance à Crémone.

## Personnalités liées à la commune
- Giovanni Losi (1838-1882), prêtre catholique et missionnaire au Soudan.